# 统领凉廊

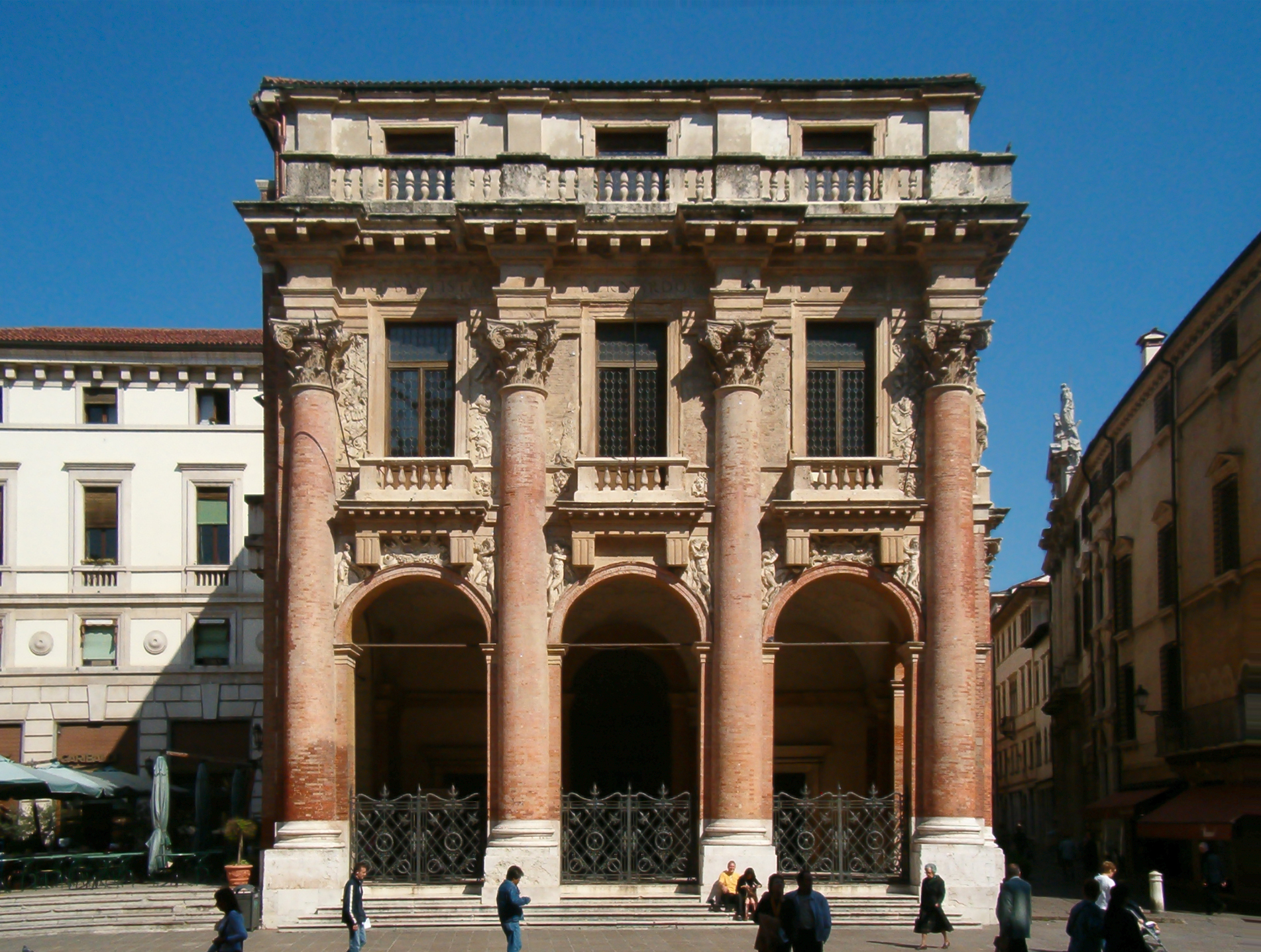
统领凉廊

威尼斯共和國總督官邸（義大利語：palazzo del Capitaniato）是位於義大利北部城市維琴察的一座宮殿建築。由安德烈亞·帕拉弟奧設計於1565年，修建於1571年至1572年期間。目前這座建築作為市政廳被使用。威尼斯共和國總督官邸在1994年被列入聯合國教科文組織的世界文化遺產。

## 外部連結
- Palazzo del Capitaniato in the Palladio500 anniversary site （意大利文）
- Touristic information about the Palazzo del Capitaniato on the official Town of Vicenza website （意大利文）